# Primera División de Chile 1971
El Campeonato Nacional de Fútbol de la Primera División de 1971 fue el torneo disputado en la 39.ª temporada de la máxima categoría del fútbol profesional chileno, con la participación de 18 equipos.
El torneo volvió al campeonato de dos rondas con un sistema de todos-contra-todos.
El campeón fue Unión San Felipe que logró el primer y único campeonato de su historia.
Además, ostenta el récord de ser el único club chileno en ganar consecutivamente los torneos de segunda y primera división en la actualidad.

## Equipos por provincia
| Provincia   | N.º | Equipos                                                                                            |
| ----------- | --- | -------------------------------------------------------------------------------------------------- |
| Santiago    | 6   | Audax Italiano, Colo-Colo, Magallanes, Unión Española, Universidad Católica y Universidad de Chile |
| Concepción  | 3   | Deportes Concepción, Huachipato y Lota Schwager                                                    |
| Valparaíso  | 3   | Everton, Santiago Wanderers y Unión La Calera                                                      |
| Antofagasta | 1   | Antofagasta Portuario                                                                              |
| Coquimbo    | 1   | Deportes La Serena                                                                                 |
| Aconcagua   | 1   | Unión San Felipe                                                                                   |
| O'Higgins   | 1   | O'Higgins                                                                                          |
| Talca       | 1   | Rangers                                                                                            |
| Cautín      | 1   | Green Cross-Temuco                                                                                 |

## Tabla Final
| Pos | Equipo                | PJ | PG | PE | PP | GF | GC | Dif | Pts |
| --- | --------------------- | -- | -- | -- | -- | -- | -- | --- | --- |
| 1   | Unión San Felipe      | 34 | 18 | 10 | 6  | 61 | 40 | 21  | 46  |
| 2   | Universidad de Chile  | 34 | 17 | 10 | 7  | 73 | 42 | 31  | 44  |
| 3   | Unión Española        | 34 | 14 | 14 | 6  | 52 | 40 | 12  | 42  |
| 4   | Colo-Colo             | 34 | 16 | 9  | 9  | 62 | 42 | 20  | 41  |
| 5   | Deportes Concepción   | 34 | 15 | 7  | 12 | 40 | 41 | -1  | 37  |
| 6   | Unión La Calera       | 34 | 12 | 12 | 10 | 51 | 47 | 4   | 36  |
| 7   | Santiago Wanderers    | 34 | 12 | 10 | 12 | 43 | 47 | -4  | 34  |
| 8   | Deportes La Serena    | 34 | 11 | 12 | 11 | 45 | 50 | -5  | 34  |
| 9   | Rangers               | 34 | 11 | 10 | 13 | 40 | 43 | -3  | 32  |
| 10  | Antofagasta Portuario | 34 | 10 | 12 | 12 | 42 | 51 | -9  | 32  |
| 11  | O'Higgins             | 34 | 12 | 8  | 14 | 36 | 47 | -11 | 32  |
| 12  | Huachipato            | 34 | 10 | 11 | 13 | 43 | 45 | -2  | 31  |
| 13  | Universidad Católica  | 34 | 13 | 4  | 17 | 49 | 51 | -2  | 30  |
| 14  | Magallanes            | 34 | 13 | 4  | 17 | 50 | 55 | -5  | 30  |
| 15  | Green Cross-Temuco    | 34 | 10 | 10 | 14 | 45 | 51 | -6  | 30  |
| 16  | Everton               | 34 | 10 | 9  | 15 | 43 | 52 | -9  | 29  |
| 17  | Lota Schwager         | 34 | 9  | 8  | 17 | 42 | 52 | -10 | 26  |
| 18  | Audax Italiano        | 34 | 7  | 12 | 15 | 33 | 54 | -21 | 26  |

PJ=Partidos jugados; PG=Partidos ganados; PE=Partidos empatados; PP=Partidos perdidos; GF=Goles a favor; GC=Goles en contra; Dif=Diferencia de gol; Pts=Puntos
|  | Campeón. Clasifica a Copa Libertadores 1972. |
|  | Clasifica a Copa Libertadores 1972.          |
|  | Juega repechaje por el descenso.             |

## Campeón
| Chile                      |
| Unión San Felipe 1º Título |

## Repechaje por el Descenso
| 22 de diciembre de 1971 | Lota Schwager                                | 2 : 1 | Audax Italiano      | Estadio Fiscal, Talca      |                            |
|                         | Gabriel Galleguillos 43' · Manuel García 66' |       | Adolfo Olivares 54' | Árbitro(s): Walter Krausse | Árbitro(s): Walter Krausse |

Audax Italiano desciende a Segunda División

## Goleadores
| Jugador              | Jugador           | Goles | Equipo               |
| -------------------- | ----------------- | ----- | -------------------- |
| Bandera de Paraguay  | Eladio Zárate     | 25    | Universidad de Chile |
| Bandera de Chile     | Fernando Espinoza | 24    | Magallanes           |
| Bandera de Chile     | Julio Crisosto    | 21    | Universidad Católica |
| Bandera de Chile     | Sergio Ahumada    | 17    | Colo-Colo            |
| Bandera de Chile     | Manuel Núñez      | 15    | Unión San Felipe     |
| Bandera de Uruguay   | Uruguay Graffigna | 14    | Unión San Felipe     |
| Bandera de Chile     | Osvaldo Castro    | 12    | Deportes Concepción  |
| Bandera de Chile     | Héctor Barría     | 12    | Rangers              |
| Bandera de Argentina | Osvaldo González  | 12    | Unión Española       |
| Bandera de Chile     | Jaime Barrera     | 12    | Universidad de Chile |
| Bandera de Chile     | Arturo Salah      | 11    | Audax Italiano       |
| Bandera de Chile     | Pedro Araya       | 11    | Universidad de Chile |